# Бойко Іларіон Федорович
Бойко Іларіон Федорович — (*4 червня (16 червня) 1840 — †?) — племінник Тараса Шевченка, син його рідної сестри Ярини Григорівни Бойко.

## Біографія
У записі про народження 4 червня (16 червня) 1840 у метричній книзі с. Кирилівка записаний як Бойченко .
Шевченко зустрічався з Бойком 1859 під час подорожі Україною.

## Родина
- Ярина Григорівна (* 12 травня 1816 — † 1865) — матір. Сестра Тараса Шевченка
- Федір Кіндратович (*1811 — † 1850-ті) — батько.
- Устина — (* 1836 — † ?) — рідна сестра.
- Логвин (* 1842 — † ?) — рідний брат.
- Лаврентій (* 1847 — † ?) — рідний брат.